# Ченду-Шуанлю (аеропорт)
Міжнародний аеропорт Шуанлю (IATA: CTU, ICAO: ZUUU) — головний міжнародний аеропорт, що обслуговує Ченду, столиця провінції Сичуань, КНР. Розташований приблизно в 16 кілометрах на південний захід від центру Ченду на північ від району Шуанлю. Аеропорт Шуанлю є важливим авіаційним центром для Західного Китаю. Аеропорт є одним з двох хабів для 
Air China, разом з Пекіном, а також головним хабом та центром авіакомпанії Sichuan Airlines та авіакомпанії Chengdu. China Eastern Airlines, China Southern Airlines, Shenzhen Airlines, Lucky Air та Tibet Airlines також мають хаб в аеропорту Шуанлю.
Аеропорт Ченду також є 144-годинним транзитним безвізовим аеропортом для іноземців з багатьох країн.[джерело?]
У 2017 році аеропорт Шуанлю обслужив 49.8 мільйона пасажирів. Він був 26-м найбільш завантаженим в світі аеропортом за пасажирообігом у 2017 році та четвертим — найбільш завантаженим у материковому Китаї та найзавантаженішим у західному Китаї. Він також був 5-м найбільш завантаженим аеропортом на вантажоперевезеннями у Китаї у 2013 році.

## Авіалінії та напрямки на 3 листопада 2018

### Пасажирські
| Авіакомпанія                                | Пункт призначення |
| ------------------------------------------- | --- |
| AirAsia X                                   | Куала-Лумпур-Міжнародний |
| Air China                                   | Аксу, Бангкок-Суварнабхумі, Пекін-Столичний, Чанчун, Чанша, Чанчжоу, Коломбо, Далі, Даочен, Догін, Франкфурт, Фучжоу, Гуанчжоу, Гуїлін, Гуйянь, Хайкоу, Хамі, Ганчжоу, Харбін, Хефей, Хоххот, Хотан, Гонконг, Гонг'юань, Гуайян, Гуйчжоу, Цєян, Цінан, Карамай, Кашгар, Катманду, Корла, Куньмін, Ланчжоу, Лхаса, Ліцзян, Лінфен, Лондон-Гатвік, Нанчан, Нанцін, Наннін, Нінбо, Нінчі, Осака-Кансай, Панчжіхуа, Париж-Шарль де Голль, Пхукет, Цамдо, Ціндао, Санья, Сеул-Інчхон, Шанхай-Хонцяо, Шанхай-Пудун, Шеньян, Шеньчжень, Шіхезі, Сінгапур, Сідней, Тайюань, Тайбей-Таоюань, Тяаньцзін, Токіо-Наріта, Уланцаб, Урумчі, Венчжоу, Ухань, Сьямен, Січан, Сінін, Янгон, Янтай, Їнчуань, Yining, Їву, Юлінь, Юнчен, Чжанцьяцьє, Чжанцьян, Чженчжоу, Чжухай |
| Air China керує Dalian Airlines             | Далянь |
| Air Macau                                   | Макао |
| Air Mauritius                               | Маурітьюс |
| Air Seychelles                              | Чартер: Махе |
| All Nippon Airways                          | Токіо-Наріта |
| Asiana Airlines                             | Сеул-Інчхон |
| Bangkok Airways                             | Чартер: Кох-Самуй |
| Beijing Capital Airlines                    | Гуанчжоу, Ганчжоу, Мадрид, Ціндао, Урумчі |
| Dragonair                                   | Гонконг |
| Chengdu Airlines                            | Баотоу, Бейхай, Чанчун, Чанша, Далянь, Фучжоу, Гуанчжоу, Гуйян, Хайкоу, Хайлар, Ганчжоу, Харбін, Хефей, Цінан, Цінчан, Цінганшан, Цінін, Куньмін, Ланчжоу, Ляньюнан, Ліцян, Люлян, Нанцін, Наннін, Нінбо, Санья, Шанхай-Хонцяо, Шанхай-Пудун, Шанрао, Шеньян, Шеньчжень, Сіцячжуан, Тайюань, Тайчжоу, Тяаньцзинь, Уланхот, Вейхай, Венчжоу, Ухань, Сямен, Сін'ї, Сінін, Янчен, Янтай, Їчуань, Чжанг'є, Чженчжоу, Чжонвей, Чжухай, Зун'ї-Сінчжоу |
| China Airlines                              | Тайбей-Таоюань |
| China Eastern Airlines                      | Бангкок-Суварнабхумі, Пекін-Столичний, Баошан, Чанчун, Чанде, Чанчжоу, Далі, Далянь, Діцін, Фукуока, Фучжоу, Голмуд, Гуанчжоу, Ганчжоу, Харбін, Хефей, Хеньян, Цецу, Цьєйян, Цінан, Цінчжоу, Куньмін, Ланчжоу, Лхаса, Лос-Анджелес, Нагоя-Сентраїр, Нанчан, Нанцін, Нінбо, Осака-Кансай, Пхукет, Ціндао, Шанхай-Хонцяо, Шанхай-Пудун, Шеньян, Шеньчжень, Шіянь, Тайюань, Тенчон, Венчжоу, Ухань, Вусі, Сінін, Янтай, Їчан, Їнчуань, Юлінь, Юйшу, Чжанцян, Чжухай |
| China Express Airlines                      | Біцзє, Лібо |
| China Southern Airlines                     | Пекін-Столичний, Чанчунь, Чанша, Далянь, Даочен, Аеропорт Дацін Сарту, Гуанчжоу, Гуйян, Хайкоу, Ганчжоу, Харбін, Цьєйян, Цінань, Корла, Ліньї, Наннін, Наньян, Цьянцзян, Шанхай-Пудун, Шеньян, Шеньчжень, Урумчі, Ухань, Сяньян, Сучжоу, Чженчжоу, Чжухай |
| China United Airlines                       | Пекін-Наньюань, Ордос, Шіцьячжуан |
| Colorful Guizhou Airlines                   | Гуйян |
| Donghai Airlines                            | Нантон |
| Ethiopian Airlines                          | Аддис-Абеба |
| Etihad Airways                              | Абу-Дабі |
| EVA Air                                     | Тайбей-Таоюань |
| Far Eastern Air Transport                   | Каохсьюн |
| Garuda Indonesia                            | Денпасар-Балі |
| GX Airlines                                 | Наннін |
| Hainan Airlines                             | Пекін-Столичний, Гуанчжоу, Хайкоу, Ганчжоу, Ланчжоу, Лос-Анджелес, Нью-Йорк-Дж. Кеннеді,Санья, Шеньчжень, Урумчі |
| Hebei Airlines                              | Шіцьячжуан |
| Hong Kong Airlines                          | Гонконг |
| Hongtu Airlines                             | Куньмін |
| Juneyao Airlines                            | Чічжоу, Шанхай-Хонцяо |
| KLM                                         | Амстердам |
| Kunming Airlines                            | Чанша, Куньмін |
| Lao Airlines                                | Луан-Прабан, Вьєнтьян |
| Lion Air                                    | Чартер: Денпасар-Балі, Манадо |
| Loong Air                                   | Далянь, Ганчжоу, Хандан, Цінань, Кайлі, Сьян'ян |
| Lucky Air                                   | Хайкоу, Хоххот, Іркутськ, Цінань, Кандін, Куньмін, Лхаса, Ліцзян, Нінлан, Санья, Урумчі, Сішуанбаньна-Гаса, Чжаотонg, Чженчжоу |
| Maldivian                                   | Чартер: Бангкок-Суварнабхумі, Мале |
| Malindo Air                                 | Кота-Кінабалу, Ланкаві |
| Nok Air                                     | Пхукет |
| Okay Airways                                | Чанша, Тяаньцзинь |
| Philippine Airlines operated by PAL Express | Чартер: Себу, Калібо |
| Qatar Airways                               | Доха |
| Qingdao Airlines                            | Ліцзян, Ціндао |
| Ruili Airlines                              | Харбін, Куньмін, Цін'ян, Цінхуандао |
| Shandong Airlines                           | Гуйлінь, Цзінань, Цзіндечжень, Ціндао, Сямен |
| Shanghai Airlines                           | Шанхай-Хонцяо |
| Shenzhen Airlines                           | Пекін-Столичний, Гуанчжоу, Харбін, Хоххот, Хуайхуа, Наньчан, Наньцзін, Наннін, Цуаньчжоу, Шеньчжень, Тайюань, Вусі |
| Sichuan Airlines                            | Алтай, Аншань, Аукленд, Бангкок-Суварнабхумі, Бейхай, Пекін-Столичний, Каїр, Чанчунь, Чанша, Чаньчжоу, Чянь-Май, Чянь-Рай, Копенгаген (починається 10 грудня 2018), Далянь, Даочен, Датон, Дачжоу, Дон'їн, Дубай-Міжнародний, Дунхуан, Фуйян, Фучжоу, Ганнань, Ганчжоу, Гуанчжоу, Гуйлінь-Лянцзян, Гуйян, Хайкоу, Хайлар, Ханьдань, Ганчжоу, Харбін, Хефей, Хоххот, Гонконг, Хуаншань, Цзяйюгуань, Цінань, Цзючжайгоу, Кандінг, Kashgar, Катманду, Крабі, Куньмін, Ланьчжоу, Лхаса, Ліцзян, Ліньї, Лон'янь, Лос-Анджелес, Люлян, Мельбурн, Москва-Шереметьєво, Нанчан, Нанцзін, Наннін, Наньтон, Нха-Транг, Нінбо, Ньїнчі, Ордос, Осака-Кансай, Паньчжіхуа, Пхукет, Прага, Пуер, Ціндао, Цуаньчжоу, Річжао, Санкт-Петербург, Санья, Сеул-Інчхон, Шанхай-Пудун, Шеньян, Шеньчжень, Шіцзячжуан, Сінгапур, Тайбей-Соншань, Тайюань, Тель-Авів-Бен-Гуріон, Тяаньцзинь, Токіо-Наріта, Турпан, Урумчі, Ванкувер, Веньшань, Веньчжоу, Ухань, Вусі, Сьяхе, Сямень, Сяньян, Січан, Сінін, Сішуанбаньна-Гаса, Сучжоу, Янчжоу, Їчан, Їньчуань, Їнкоу, Чженьчжоу, Чжухай, Цюрих Чартер: Сайпан |
| SilkAir                                     | Сінгапур |
| Sky Angkor Airlines                         | Сіємреап, Сіануквіль |
| Spring Airlines                             | Крабі, Пхукет, Шанхай-Хонцяо, Шіцзячжуан, Сурат-Тхані |
| Thai AirAsia                                | Бангкок-Донмианг |
| Thai Airways International                  | Бангкок-Суварнабхумі |
| Thai Lion Air                               | Бангкок-Донмианг |
| Tianjin Airlines                            | Тяаньцзинь |
| Tibet Airlines                              | Пекін-Столичний, Чанчунь, Гуйянь, Ганчжоу, Харбін, Цзінань, Катманду, Куньмін, Ланьчжоу, Лхаса, Ньїнчі, Квамдо, Санья, Шанхай-Хонцяо, Шеньянг, Шеньчжень, Шігатсе, Тяаньцзинь, Тонгрень, Венчжоу, Сяньян, Сінін |
| United Airlines                             | Сан-Франциско |
| Urumqi Air                                  | Урумчі |
| Vietnam Airlines                            | Дананг, Ханой, Нха-Транг Чартер: Фукуок |
| Xiamen Air                                  | Чанша, Фучжоу, Ганчжоу, Куанчжоу, Сямень |

### Вантажні

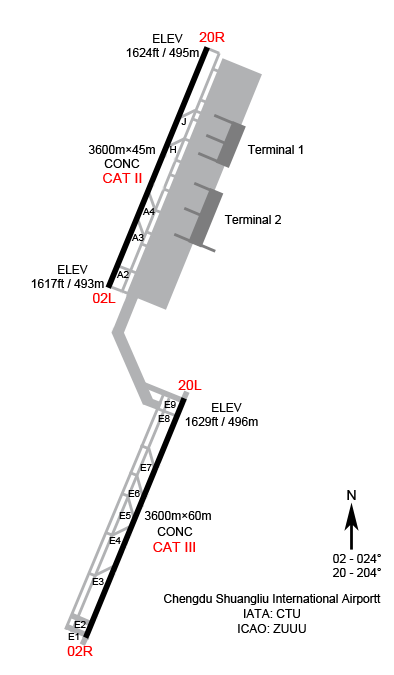
Airport diagram

| Авіакомпанія            | Пункт призначення                                                    |
| ----------------------- | -------------------------------------------------------------------- |
| Air China Cargo         | Чикаго-О'Хара, Наньцзін, Шанхай-Пудун                                |
| AirBridgeCargo Airlines | Москва-Домодєдово, Москва-Шереметьєво, Новосибірськ, Чженьчжоу       |
| Cathay Pacific          | Гонконг, Шанхай-Пудун                                                |
| China Cargo Airlines    | Шанхай-Пудун                                                         |
| China Postal Airlines   | Наньцзін                                                             |
| DHL                     | Шанхай-Пудун                                                         |
| FedEx Express           | Анкоридж, Делі, Гуанчжоу                                             |
| Lufthansa Cargo         | Франкфурт, Шанхай-Пудун                                              |
| Korean Air              | Ченнаї, Ханой, Сеул-Інчхон                                           |
| SF Airlines             | Лхаса, Шеньчжень                                                     |
| Donghai Airlines        | Гонконг, Шеньчжень                                                   |
| Suparna Airlines Cargo  | Шалонс-н-Шампан, Гонконг, Люксембург, Прага, Шанхай-Пудун, Шеньчжень |
| UPS Airlines            | Алмати, Кельн-Бонн, Сеул-Інчхон, Шанхай-Пудун, Варшава-Шопен         |

### Колишні авіакомпанії аеропорту Шуанлю
China Southwest Airlines.

## Наземний транспорт

### Автобус
Аеропортбас №.1, Міжнародний аеропорт Ченду Шуанлю - Центр міста (готель Міншан, секція 2 Південної дороги Ренмін, станція метро Jinjiang Hotel); один квиток: ¥ 10.
Аеропортбас № 2, міжнародний аеропорт Ченду Шуанлю - залізничний вокзал Ченду (Північний вокзал); один квиток: до ¥ 10.
Аеропортбас №.3, Міжнародний аеропорт Ченду Шуанлю - Східний вокзал Ченду (залізничний вокзал Ченду Донг); один квиток: ¥ 12.
Аеропортбас № 4, Міжнародний аеропорт Ченду Шуанлю - Центр міста (Міжнародний виставковий центр Ченду); один квиток: ¥ 10.

### Таксі
Близько 60 юанів коштуватиме проїзд на таксі від міжнародного аеропорту Шуанлю до центру міста Ченду.

### Високошвидкісний потяг (CRH)
Пасажири можуть взяти квиток на поїзд CRH на залізничному вокзалі аеропорту Шуанлю (1 F терміналл 2) до залізничного вокзалу Ченду Нан (Південь) та залізничного вокзалу Ченду Донг (Східний); одноразові квитки близько ¥ 11. Поїзди CRH на станції аеропорту Шуанглю також їздять до залізничного вокзалу Міяньян, залізничного вокзалу Деянг, залізничного вокзалу Мейшан-Донг (Східний), залізничного вокзалу Лешань та залізничного вокзалу Емейшань.

### Метро
Лінія метро Ченду 10 - це лінія метро, яка з'єднує міжнародний аеропорт Ченду Шуанлю зі станцією Тайпінгуан (трансферна станція для лінії метро Ченду лінія 3 та лінія 7 метро Ченду). Відкрито 6 вересня 2017 року.